# Kids' Choice Sports 2019
La 6ª edizione dei Kids' Choice Sports si è tenuta l'11 luglio 2019 nella struttura di Barker Hangar (a Santa Monica, Stati Uniti) ed è stata trasmessa in differita sulle reti statunitensi di Nickelodeon il 10 agosto 2019.
Questa edizione ha visto l'esibizione canora di Ciara e la conduzione del giocatore di football americano Michael Strahan, per la seconda volta, dopo l'edizione del 2014.
Nella giuria, oltre ai giurati presenti nelle precedenti edizioni, sono state presenti anche la politica Condoleezza Rice e la scrittrice Harper Lee, autrice del romanzo Il buio oltre la siepe.

## Vincitori e candidature
Qui di seguito sono indicati i candidati e in vincitori (in grassetto) per ciascuna categoria.

### Miglior atleta uomo
- Stephen Curry (Basket, Golden State Warriors)
  - Bryce Harper (Baseball, Philadelphia Phillies)
  - LeBron James (Basket, Los Angeles Lakers)
  - Lionel Messi (Calcio, FC Barcelona)
  - Tiger Woods (Golf)
  - Tom Brady (Football americano, New England Patriots)

### Miglior atleta donna
- Alex Morgan (Calcio, Orlando Pride)
  - Chloe Kim (Snowboard)
  - Lindsey Vonn (Sci alpino)
  - Naomi Osaka (Tennis)
  - Serena Williams (Tennis)
  - Simone Biles (Ginnastica artistica)

### Miglior atleta debuttante
- Saquon Barkley (Football americano, New York Giants)
  - A'ja Wilson (Basket, Las Vegas Aces)
  - Baker Mayfield (Football americano, Cleveland Browns)
  - Luka Dončić (Basket, Dallas Mavericks)
  - Naomi Osaka (Tennis)
  - Patrick Mahomes (Football americano, Kansas City Chiefs)

### Mani d'oro (Hands of Gold)
- Antonio Brown (Football americano, Oakland Raiders)
  - Braden Holtby (Hockey su ghiaccio, Washington Capitals)
  - JuJu Smith-Schuster (Football americano, Pittsburgh Steelers)
  - Julian Edelman (Football americano, New England Patriots)
  - Julio Jones (Football americano, Atlanta Falcons)
  - Mookie Betts (Baseball, Boston Red Sox)

### Giocatore "da ultimo tiro" dell'anno (Clutch Player of the Year)
- Stephen Curry (Basket, Golden State Warriors)
  - Carli Lloyd (Calcio, Sky Blue)
  - Elena Delle Donne (Basket, Washington Mystics)
  - James Harden (Basket, Houston Rockets)
  - Julian Edelman (Football americano, New England Patriots)
  - Kevin Durant (Basket, Brooklyn Nets)

### Mosse più pazze
- Alex Morgan (Calcio, Orlando Pride)
  - Carli Lloyd (Calcio, Sky Blue)
  - Russell Westbrook (Basket, Oklahoma City Thunder)
  - Saquon Barkley (Football americano, New York Giants)
  - Trae Young (Basket, Atlanta Hawks)
  - Zlatan Ibrahimović (Calcio, LA Galaxy)

### Miglior calciatore
- Alex Morgan (Orlando Pride)
  - Carli Lloyd (Sky Blue)
  - Carlos Vela (Los Angeles FC)
  - Lionel Messi (FC Barcelona)
  - Zlatan Ibrahimović (LA Galaxy)

### Miglior tennista
- Serena Williams
  - Naomi Osaka
  - Novak Đoković
  - Rafael Nadal
  - Roger Federer
  - Sloane Stephens

### Miglior giocatore di basket
- Stephen Curry (Golden State Warriors)
  - Breanna Stewart (Seattle Storm)
  - Giannis Antetokounmpo ( Milwaukee Bucks)
  - James Harden (Houston Rockets)
  - Joel Embiid (Philadelphia 76ers)
  - Kevin Durant (Brooklyn Nets)
  - LeBron James (Los Angeles Lakers)

### Miglior giocatore di football americano
- Tom Brady (New England Patriots)
  - Baker Mayfield (Cleveland Browns)
  - Khalil Mack (Chicago Bears)
  - Patrick Mahomes (Kansas City Chiefs)
  - Rob Gronkowski (New England Patriots)
  - Russell Wilson (Seattle Seahawks)
  - Saquon Barkley (New York Giants)

### Giocatore più prezioso
- Giannis Antetokounmpo (2019, basket)
  - Breanna Stewart (2018, tennis)
  - Nikita Kucherov (2019, hockey su ghiaccio)
  - Christian Yelich (2018, baseball)
  - Mookie Betts (2018, baseball)
  - Patrick Mahomes (2018, football americano)

### Miglior celebrità dello sport di azione
- Chloe Kim (Snowboard)
  - Alex Honnold (Arrampicata)
  - Brighton Zeuner (Skateboard)
  - Jamie Anderson (Snowboard)
  - John John Florence (Surf)
  - Nyjah Huston (Skateboard)

### King of Swag
- Odell Beckham Jr. (Football americano, Cleveland Browns)
  - James Harden (Basket, Houston Rockets)
  - Jimmy Butler (Basket, Philadelphia 76ers)
  - Lewis Hamilton (Formula 1)
  - Russell Westbrook (Basket, Oklahoma City Thunder)
  - Travis Kelce (Football americano, Kansas City Chiefs)

### Queen of Swag
- Nikki Bella (Wrestling)
  - Ibtihaj Muhammad (Scherma)
  - Serena Williams (Tennis)
  - Sloane Stephens (Tennis)
  - Stephanie Gilmore (Surf)
  - Tori Bowie (Atletica)

### Best Cannon
- Tom Brady (Football americano, New England Patriots)
  - Baker Mayfield (Football americano, Cleveland Browns)
  - Blake Snell (Baseball, Tampa Bay Rays)
  - Chris Sale (Baseball, Boston Red Sox)
  - Drew Brees (Football americano, New Orleans Saints)
  - Patrick Mahomes (Football americano, Kansas City Chiefs)

### Biggest Powerhouse
- LeBron James (Basket, Los Angeles Lakers)
  - Aaron Donald (Football americano, Los Angeles Rams)
  - Giannis Antetokounmpo (Basket, Milwaukee Bucks)
  - Khalil Mack (Football americano, Chicago Bears)
  - Rob Gronkowski (Football americano, New England Patriots)
  - Serena Williams (Tennis)

### Need for Speed
- Lindsey Vonn (Sci alpino)
  - Joey Logano (Automobilismo NASCAR)
  - Katie Ledecky (Nuoto)
  - Kyle Busch (NASCAR)
  - Lewis Hamilton (Formula 1)
  - Mikaela Shiffrin (Sci alpino)

### Nothing But Net
- Stephen Curry (Basket, Golden State Warriors)
  - James Harden (Basket, Houston Rockets)
  - John Tavares (Hockey su ghiaccio, Toronto Maple Leafs)
  - Kawhi Leonard (Basket, Los Angeles Clippers)
  - Klay Thompson (Basket, Golden State Warriors)
  - Lionel Messi (Calcio, FC Barcelona)

### Miglior golfista
- Tiger Woods
  - Brooks Koepka
  - Dustin Johnson
  - Lexi Thompson
  - Rickie Fowler
  - Rory McIlroy

### Miglior giocatore di baseball
- Aaron Judge (New York Yankees)
  - Bryce Harper (Philadelphia Phillies)
  - Christian Yelich (Milwaukee Brewers)
  - Clayton Kershaw (Los Angeles Dodgers)
  - Mike Trout (Los Angeles Angels)
  - Mookie Betts (Boston Red Sox)

### Miglior giocatore di hockey su ghiaccio
- Sidney Crosby (Pittsburgh Penguins)
  - Alexander Ovechkin (Washington Capitals)
  - Braden Holtby (Washington Capitals)
  - Jonathan Toews (Chicago Blackhawks)
  - Marc-André Fleury (Vegas Golden Knights)
  - P.K. Subban (New Jersey Devils)
  - Patrick Kane (Chicago Blackhawks)

### Miglior ginnasta
- Simone Biles
  - Aly Raisman
  - Laurie Hernandez
  - Ragan Smith
  - Sam Mikulak
  - Yul Moldauer

### Miglior celebrità di e-sport
- SSSniperWolf
  - DanTDM
  - Jacksepticeye
  - SonicFox
  - TimTheTatman
  - TSM Myth

### Premio Leggenda
- Dwyane Wade

### Premio Cambiamento generazionale
- Megan Rapinoe